# Tatort: Schichtwechsel
Schichtwechsel ist ein Fernsehfilm aus der Krimireihe Tatort, der am 28. März 2004 im Programm der ARD Das Erste Premiere hatte. Es handelt sich um die 561. Folge der Tatort-Reihe. Klaus Borowski (Axel Milberg) ermittelt in seinem zweiten Fall im Umfeld einer Kieler Werft, die in Schieflage geraten ist und deshalb Entlassungen vornimmt, was zu massiven Protesten im Kreis der Angestellten führt. Der Kommissar muss herausfinden, ob es einen Zusammenhang zwischen dem Mord an dem Betriebsratsvorsitzenden Bruhns und dem Mord an der Vorstandsekretärin Tatjana Matthies gibt. Maren Eggert ist wiederum als Psychologin zu sehen und Mehdi Moinzadeh als Borowskis Assistent. Die Haupt-Gastrollen dieser Folge sind besetzt mit: Stefanie Stappenbeck, Felix Eitner, Joram Voelklein, Arndt Schwering-Sohnrey, Bruno F. Apitz und Joachim Nimtz.

## Handlung

### Haupthandlung
Auf der Kieler Ostendorf-Werft streiken die Männer. Der Betriebsratsvorsitzende Rudolf Bruhns wiegelt sie noch zusätzlich auf, nicht ganz uneigennützig. Er möchte seine Position als harter Verhandler stärken und die Männer so beeindrucken, was sich auch auf seine Wiederwahl positiv auswirken würde. Felix Ostendorf, der die Werft von seinem Vater geerbt hat, verlangt von Bruhns, dass er ihm bis morgen 50 Namen der Männer aufschreiben soll, die entlassen werden sollen. Auf die von Bruhns gestellten Forderungen kann und will Ostendorf sich nicht einlassen. Wie sich herausstellt, hat die Vorstandssekretärin Tatjana Matthies sich am Abend zuvor mit Bruhns eingelassen, um sicherzustellen, dass ihr lebensuntüchtiger Bruder Benno seinen Arbeitsplatz behält. Als Tatjana dem Mann zu verstehen gibt, dass das eine einmalige Angelegenheit gewesen sei, setzt er sie unter Druck, und meint, er erwarte sie am Abend erneut, denn noch habe er die Liste nicht abgegeben. Kurz darauf hat Bruhns einen Streit mit seinem Betriebsratskollegen und Stellvertreter Manfred Heise, der der Ansicht ist, Bruhns führe einen Privatkrieg gegen den jungen Ostendorf, weil er nicht mit ihm klarkomme.
Am nächsten Morgen findet man Bruhns auf einem Arbeitsfloß. Er ist erschlagen und dann in die Tiefe gestürzt worden. Einer der ältesten Werftmitarbeiter Paschkowiak hat ihn bei seinem Kontrollgang gefunden. Schnell stellt sich heraus, dass er mit einer großen Taschenlampe erschlagen worden und an einem Schädel-Hirn-Trauma verstorben ist. Der für den Fall zuständige Kriminalhauptkommissar Klaus Borowski will von Ostendorf wissen, wer für eine Entlassung in Frage komme. Im Prinzip jeder, der weniger als fünf Jahre auf der Werft beschäftigt sei, lässt Ostendorf ihn wissen. Da zwischen Ostendorf und Heise ein besseres Einvernehmen herrscht, kann der Streik auf der Werft, trotz weiterer Proteste, im Prinzip beigelegt werden. Zwischen Tatjana Matthies und ihrem Freund Holger Clausen kriselt es zunehmend und das nicht erst, seit er weiß, dass die junge Frau sich mit Bruhns eingelassen hat, um die Arbeitsstelle für ihren Bruder zu sichern. Tatjana plant, die Stadt zu verlassen und nach Australien zu gehen, wo sie sich bei einem Meeresinstitut beworben hat. Sorgen macht ihr, dass sie ihren Bruder Benno, der allein kaum zurechtkommt, zurücklassen muss. Benno hängt nicht nur sehr an seiner Schwester, sondern auch an Holger Clausen. Wenn er die beiden um sich hat, ist er zufrieden mit seinem Leben.
Heise gibt als Alibi für den Abend, als Bruhns sterben musste, an, dass er bei den Ostendorfs zu einem Arbeitsessen gewesen sei; Clausen behauptet, mit Benno beim Angeln gewesen zu sein. Kurz darauf ruft Tatjana jemanden an und verabredet sich mit ihm. Benno bemerkt, dass seine Schwester die Wohnung verlässt und benachrichtigt Clausen, der tatsächlich in der Bar auftaucht, in der Tatjana sich aufhält. Die junge Frau macht Clausen klar, dass sie das Verhältnis als beendet betrachte und entwischt dann aus der Bar, wobei sie den Türsteher Mike, mit dem sie befreundet ist, bittet, Clausen aufzuhalten, damit er ihr nicht folgen könne. Einige Stunden später zieht man Tatjanas Leiche im Hafen aus dem Wasser. Clausen wird festgenommen.
Borowski fühlt sich unwohl und spricht mit Frieda Jung, wobei er sich selbst zum Vorwurf macht, dass er Tatjanas Tod vielleicht hätte verhindern können. Als man Benno vom Tod seiner Schwester erzählt, zerdrückt er ein Glas in der Hand und wiederholt immer wieder, dass Tatjana – im Gegensatz zu ihm – doch eine ausgezeichnete Schwimmerin sei. Jung sorgt sich um den erregten jungen Mann, der erst einmal eine Beruhigungsspritze brauche. Als Borowski Clausen einige Zeit später vernimmt, geht dieser unvermittelt auf ihn los. Er behauptet, Tatjana nicht mit einem Taxi, wie vom Türsteher vermutet, gefolgt zu sein. Er sei zu seinem Boot gefahren. Streit zwischen ihnen habe es gegeben, weil Tatjana nach Australien gewollt habe, wo sie eine Stelle in irgendeinem Meeresinstitut erhalten habe. Er erklärt sich damit einverstanden, Fingerabdrücke und eine DNA-Probe zu liefern, da Tatjana kurz vor ihrem Tod noch Geschlechtsverkehr hatte.
Borowski erfährt, dass Ostendorf eine Yacht im Millionärshafen hat, dort werden Spuren genommen, die ergeben, dass Tatjana auf dem Schiff war. In einem Gespräch mit Ostendorfs Frau Isabel lässt diese ihn wissen, dass ihr Mann und sie sich geeinigt hätten, dass er sein Verhältnis mit Tatjana Matthies beenden müsse. Tatsache sei jedoch gewesen, dass er nicht von ihr losgekommen sei und sie leider nicht von ihrem Mann. Erstaunt nimmt sie zur Kenntnis, dass Tatjana ebenfalls ermordet worden ist. Als man Ostendorf und Heise zum Verhör vorführt, erscheint Isabel Ostendorf überraschend ebenfalls und sagt aus, dass Heise zum Essen dagewesen sei, aber auf ihren Mann hätte man an diesem Abend mehr als 1 ½ Stunden warten müssen und auch am Abend von Tatjanas Tod sei er noch einmal weggegangen. Daraufhin gibt Ostendorf zu, sich an Tatjanas Todesabend mit ihr auf seiner Yacht getroffen zu haben, nicht zum ersten Mal. Tatjana habe schnell Geld für Australien gebraucht wegen der Zusage der australischen Firma. Sie habe dann einfach nicht gehen wollen, daraufhin habe er das Schiff verlassen. Nach ihm müsse dort noch jemand aufgekreuzt sein. Borowski fällt es in diesem Moment wie Schuppen von den Augen, dass man bisher nicht berücksichtigt hat, dass Tatjanas Bruder Benno panische Angst davor gehabt habe, seine Schwester zu verlieren. Er lässt den Fingerabdruck, den Benno auf dem von ihm zerbrochenen Glas zurückgelassen hat, untersuchen. Er ist identisch mit dem Abdruck, den man auf der in der Zwischenzeit von einem Werftarbeiter gefundenen Taschenlampe sicherstellen konnte.
Clausen, der inzwischen aus der Untersuchungshaft entlassen wurde, findet an seinem Arbeitsplatz seine Kündigung vor. Weinend bricht er zusammen. Inzwischen ist Borowski zusammen mit Frieda Jung bei Benno Matthies eingetroffen. Benno gibt zu, Bruhns getötet zu haben. Später sei er seiner Schwester gefolgt und habe gesehen, wie sie und Ostendorf sich umarmt hätten. Dann stammelt er, er habe doch nur gewollt, dass sie nach Hause komme, nichts weiter, und bricht zusammen, da er zuvor Tabletten geschluckt hat. Man liefert ihn ins Krankenhaus ein. Als Clausen Ostendorfs ansichtig wird, will er sich an diesem rächen, da er immer noch davon ausgeht, dass er Tatjanas Mörder ist. Zum Glück können die noch anwesenden Beamten die Situation rechtzeitig klären. Borowskis Assistent Zainalov will wissen, wer denn nun der Mörder sei. „Der, der am wenigsten ohne Tatjana leben konnte,“ resümiert Borowski, „ihr Bruder.“

### Nebenhandlung
Als Borowski mit seiner Tochter Carla und deren Klassenkameraden einen kleinen Segeltörn unternehmen will, kommt ihm der Mord an Bruhns dazwischen. Wieder muss sein Freund Bernd Wiegand sich um Carla kümmern.
Zu Alim Zainalovs Missfallen gibt Borowski dem schwulen Türsteher seine Handynummer und deutet wider besseres Wissen an, dass sein Assistent Männern gegenüber nicht abgeneigt sei.

## Produktion

### Produktionsnotizen
Musik im Film unter anderem: Nick Cave Wonderful Life sowie Still In Love. Bei der im Film dargestellten Werft handelt es sich um die Lindenau Werft. Des Weiteren war das Seebad Düsternbrook Schauplatz dieser Folge.

### Hintergrund
Der Kieler Jan von der Bank, der die Vorlage für diese Tatort-Folge schrieb, war mit der Umsetzung seiner Geschichte sehr zufrieden: „Kiel kommt exorbitant gut rüber“, meinte er. Auch Axel Milberg äußerte sich zufrieden über seinen zweiten Kieler Tatort. Man sei da angekommen, „wo Kiel vielleicht am typischsten ist, in der Werften-Welt.“ Auch die Figur des Kommissars sei „etwas heiterer, heller, leichter geworden: nicht so miesepampelig.“

## Rezeption

### Erstausstrahlung, Einschaltquote
Schichtwechsel wurde bei seiner Erstausstrahlung am 28. März 2004 von 6,82 Mio. Zuschauern gesehen, was einen Marktanteil von 19,3 % ergibt.

### Kritik
TV Spielfilm gab für Humor, Anspruch und Action jeweils einen von drei Punkten, für Spannung zwei, zeigte mit dem Daumen nach oben und zog das Fazit: „Milbergs zweiter Fall: Der Kieler wird cooler.“